# 福玻斯
福玻斯（希腊语：Φοίβος）在希腊神话中，是阿波罗作为太阳神时的一个别名。在希腊语中，Φοίβος的字面意思是“发光的，灿烂的”。
现代研究者认为，太阳神并不是阿波罗最初的角色（阿波罗崇拜可能源自亚洲而非希腊，而希腊人本身也没有崇拜太阳和月球的习惯）；因此福玻斯被当做阿波罗的别名也是后来才出现的事情，很可能是在阿波罗作为奥林匹斯系神祇排挤掉了古老的提坦女神福柏之后。福柏的名字（Φοίβη）与福玻斯非常近似。
在罗马神话中，福玻斯（拉丁语：Phoebus）也是用来指太阳神。
福玻斯（在现代希腊语中读音为“菲比斯”）是2004年雅典奥运会的一对吉祥物之一（另一个是雅典娜，两个都采用了希腊神话中重要神祇的名字）。

## 资料来源
- 《世界神话辞典》，辽宁人民出版社，ISBN 7-205-00960-X
- 《神话辞典》，（苏联）M·H·鲍特文尼克等，统一书号：2017·304